# Haut des Perches
Haut des Perches es una sección de comuna que forma parte de la comuna haitiana de Perches. Tiene una población estimada, en 2015, de 2082 habitantes.

## Demografía
| Gráfica de evolución demográfica de Haut des Perches entre 2009 y 2015 |
|                                                                        |

Los datos demográficos contemplados en este gráfico de la sección de comuna de Haut des Perches son estimaciones que se han cogido para los años 2009, y 2015 de la página del Instituto Haitiano de Estadística e Informática (IHSI). 